# ソーシャル・ビジネス
この記事は、社会的目的を持つビジネスに関するものです。ソーシャル ツール、ソーシャル メディア、およびソーシャル ネットワークを中心に設計された組織については、ソーシャル・ビジネスモデル( en:social business model )を参照してください。
ソーシャル・ビジネス（英語: Social business）とは、ノーベル平和賞受賞者で経済学者のムハマド・ユヌス博士が、著書『貧困のない世界を創る―ソーシャル・ ビジネスと新しい資本主義―』で定義した、哲学的に、私利（Selfishness）と無私（Selflessness）という、2つの基本的なモチベーションの区別に基づいている。一般的な会社では金銭的な利潤を第一に追求するが、ソーシャル・ビジネスの会社では利他の心を持って、金銭よりも社会的な利益を追求する。

## ソーシャル・ビジネス 7原則[2]
これらは、グラミン・クリエイティブ・ラボの共同創設者であるムハンマド・ユヌス教授とハンス・ライツによって発展した。
1. 経営目的は、利潤の最大化ではなく、人々や社会を脅かす貧困、教育、健康、情報アクセス、環境といった問題を解決すること。
2. 財務的・経済的な持続可能性を実現すること。
3. 投資家は投資額のみを回収できる。元本を上回る配当は還元されない。
4. 投資額以上に生じた利益はソーシャル・ビジネスの普及と会社の改善・拡大に使う。
5. 環境への配慮すること。
6. 従業員に市場賃金と標準以上の労働条件を提供すること。
7. 楽しみながら取組むこと。